# Kate Bosworthová
Kate Bosworthová, rodným jménem Catherine Ann Bosworth (* 2. ledna 1983, Los Angeles, Kalifornie, USA), je americká filmová herečka a modelka. Její debut přišel v roce 1998 a od té doby téměř bez přestávky aktivně natáčí. Nejvíce se proslavila rolí Anny v oceňovaném filmu Pořád jsem to já nebo také jako Jill Taylor ve snímku Oko bere. V roce 2006 se představila i jako Lois Laneová ve filmu Superman se vrací. V roce 2002 hrála hlavní roli ve filmu Osudové léto, po jehož natáčení byla často komentována v souvislosti s anorexií.

## Osobní život

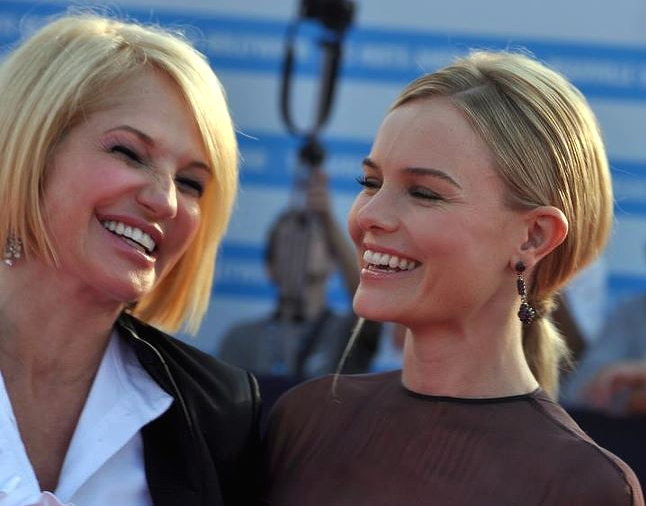
Bosworthová s Ellen Barkin

Catherine Ann Bosworthová se narodila 2. ledna 1983 v Los Angeles v Kalifornii. Je jediným potomkem Patricie Bosworthové, rozené Potterové, a jejího manžela Harolda Boswortha. Její matka byla ženou v domácnosti, zatímco její otec byl manažer filmy Talbots. Kate má od narození heterochromii duhovek; pravé oko má oříškově hnědé a levé modré. Když bylo Kate šest let, její rodina se přestěhovala do San Francisca a později ještě do dalších částí Spojených států, především kvůli práci otce Harolda. Většinu dětství ale strávila na východním pobřeží, později se s rodinou přesouvali především mezi Massachusetts a Connecticutem. V mládí se věnovala jízdě na koních, především pak dostihům.

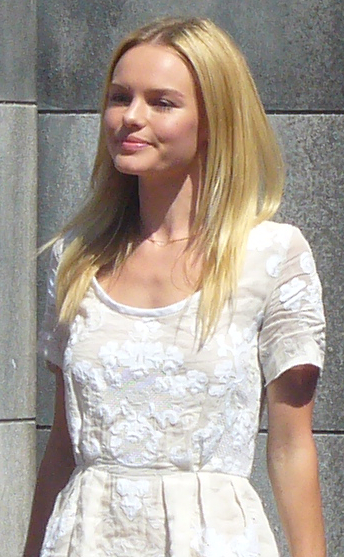
Bosworthová v květnu 2006

Roku 2000 byla přijata na Princetonskou univerzitu, avšak kvůli vysoké absenci bylo nakonec její přijetí zrušeno. V roce 2001 oficiálně vystudovala Cohasset High School. Je členkou projektu Appalachia Service, který má zajistit sociálně slabým rodinám ubytování a opravy domů.
Mezi lety 2003 až 2006 chodila s hercem Orlandem Bloomem. Následně, od roku 2009, chodila dva roky se švédským hercem Alexanderem Skarsgårdem, avšak roku 2011 se pár rozešel. V polovině roku 2011 ale Bosworthová začala vztah s americkým režisérem a hercem Michaelem Polishem. V srpnu 2012 pak pár oznámil zasnoubení a 31. srpna 2013 se v Philipsburgu v Montaně konala svatba.

## Kariéra
Filmový debut Kate Bosworthové přišel v roce 1998 společně s rolí Judith, nejlepší přítelkyně hlavní postavy Grace, ve filmu Zaříkávač koní. Producenti filmu hledali zkušenou jezdkyni, takže Bosworthová vyhovovala, a od filmových kritiků si samotný film získal dobrý ohlas. Rok před touto rolí si zahrála i roli studentky v pozadí ve dvou epizodách seriálu Sedmé nebe. V roce 2001 se Kate přestěhovala do Los Angeles, kde byly lepší vyhlídky na konkurzy a tím pádem i lepší role.
Průlom v Katině kariéře přišel s rokem 2002, kdy si zahrála ve filmu Osudové léto. Film vyžadoval, aby se naučila surfovat, čímž trávila sedm hodin denně po dobu několika následujících měsíců. Údajně po skončení natáčení měla o 15 liber (téměř 7 kg) více svaloviny, než v minulosti. Samotný film měl dobré ohlasy a jen ve Spojených státech si vydělal 40 milionů amerických dolarů.
Po několika víceméně bezvýznamných rolích nebo rolích v méně úspěšných filmech přišla v roce 2006 nabídka role Lois Laneové ve filmu Superman se vrací. Bosworthová roli přijala. Samotný film zaznamenal velký úspěch, avšak samotná Bosworthová byla především kritizována. Většina kritiků se vyjádřila, že její roli mnohem lépe ztvárnila Margot Kidderová, která hrála například ve filmu Superman 2. Filmový kritik Mick LaSalle například tvrdil, role Lois Laneové je těžká pro každou dvaadvacetiletou dívku.
V lednu 2008 se stala tváří nové kolekce džín od Calvina Kleina. Později se objevila i v roli na luxusní kabelky značky Coach.
Roku 2009 byla Kate Bosworthová zvažována do role Veroniky ve filmu Veronika se rozhodla zemřít, podle stejnojmenné knihy od Paula Coelha. Do hlavní role byla ale nakonec obsazena Sarah Michelle Gellar, kterou proslavila především role Buffy v seriálu Buffy, přemožitelka upírů.
Roku 2014 se objevila jako Anna v oceňovaném filmu Pořád jsem to já, který vypráví o profesorce lingvistiky, které byla diagnostikována Alzheimerova choroba. Julianne Moore za svoji roli v tomto filmu získala Oscara.

## Filmografie
| Rok       | Název                    | Role                | Poznámky |
| --------- | ------------------------ | ------------------- | --- |
| 1997      | Sedmé nebe               | Studentka           | 2 díly |
| 1998      | Zaříkávač koní           | Judith              | |
| 2000      | The Newcomers            | Courtney Docherty   | |
| 2000      | Vzpomínka na Titány      | Emma Hoyt           | |
| 2000      | Young Americans          | Bella Banks         | 8 dílů |
| 2002      | Osudové léto             | Anne Marie Chadwick | Nominace – Filmová cena MTV za Nejlepší duo na plátně Nominace – Filmová cena MTV za Průlomové herecké vystoupení - žena Nominace – Teen Choice Award v kategorii Nejlepší filmová herečka - akční/dobrodružný/dramatický film |
| 2002      | Pravidla vášně           | Kelly               | |
| 2003      | Wonderland Masakr        | Dawn Schiller       | |
| 2003      | Advantage Hart           | Trinity Montage     | Krátký film |
| 2004      | Rande s celebritou       | Rosalee Futch       | Nominace – Teen Choice Award v kategorii Nejlepší herečka - komediální film Nominace – Teen Choice Award v kategorii Nejlepší filmový zčervenání Nominace – Teen Choice Award v kategorii Nejlepší filmový polibek             |
| 2004      | Za mořem                 | Sandra Dee          | |
| 2005      | Tajná přání              | Chali               | |
| 2006      | Superman se vrací        | Lois Lane           | Nominace – Cena Saturn v kategorii Nejlepší herečka Nominace – Teen Choice Award v kategorii Nejlepší filmová chemie Nominace – Zlatá malina v kategorii Nejhorší herečka ve vedlejší roli                                     |
| 2007      | Dívka v parku            | Louise              | |
| 2008      | Oko bere                 | Jill Taylor         | ShoWest Award v kategorii Nejlepší obsazení Nominace – Teen Choice Award v kategorii Nejlepší herečka - dramatický film |
| 2010      | Death Bed Subtext        | Daughter            | Krátký film |
| 2010      | Idiots                   | Maggie              | Krátký film |
| 2010      | Cesta samuraje           | Lynne               | |
| 2011      | Ptáčata                  | Bonnie Muller       | |
| 2011      | Další šťastný den        | Alice               | |
| 2011      | S tím nic nenaděláš      | Deena               | |
| 2011      | Strašáci                 | Amy Sumner          | |
| 2012      | Black Rock               | Sarah               | |
| 2012      | And While We Were Here   | Jane Byrne          | |
| 2013      | Big Sur                  | Billie              | |
| 2013      | Mládeži nepřístupno      | Arlene              | |
| 2013      | Nevyřízený účet          | Cassie Bodine       | |
| 2014      | Pořád jsem to já         | Anna                | |
| 2015      | Amnesiac                 | Hilary              | |
| 2015      | Life on the Line         | Bailey              | |
| 2015–2016 | The Art of More          | Roxanna Whitman     | 20 dílů |
| 2015      | 90 minut v nebi          | Eva Piper           | |
| 2015      | Linka č. 657             | Sydney Silva        | |
| 2016      | Zlo nikdy nespí          | Jessie              | |
| 2016      | We Shot Ourselves        |                     | |
| 2017      | SS-GB: Hitler v Británii | Barbara Barga       | limitovaný seriál, 5 dílů |
| 2017      | Nona                     | detekitiv           | |
| 2017      | Dlouhá cesta domů        | Gina Denomy         | limitovaný seriál, 3 díly |
| 2018      | The Domestics            | Nina West           | |
| 2019      | The Devil Has a Name     |                     | |

| Rok  | Název                | Role             |
| ---- | -------------------- | ---------------- |
| 2006 | Superman Returns     | Lois Lane (hlas) |
| 2010 | CR: Superman Returns | Lois Lane (hlas) |